# Klokkeblomst og Piratfeen
Klokkeblomst og Piratfeen er en amerikansk animationsfilm fra 2014. Filmen er produceret af DisneyToon Studios.

## Medvirkende
- Marie Søderberg som Klokkeblomst (stemme)
- Karoline Munksnæs som Zarina (stemme)
- Mads Knarreborg som James (stemme)
- Cecilie Stenspil som Rosetta (stemme)
- Maria Lucia Heiberg Rosenberg som Iridessa (stemme)
- Julie R. Ølgaard som Faunia (stemme)
- Neel Rønholt som Silvia (stemme)
- Maria Rich som Vidia (stemme)